# Gildas
São Gildas (c. 494 ou 516—c. 570), ou Gildásio, foi um membro proeminente da igreja celta cristã na Grã-Bretanha, cuja afamada sabedoria e estilo literário granjearam-lhe a designação de Gildas Sapiens (Gildas, o Sábio). Foi ordenado pela Igreja e em suas obras favoreceu o ideal monástico. Fragmentos das cartas que escreveu revelam que ele compôs uma Regra para a vida monástica que era um pouco menos austera do que a Regra escrita por seu contemporâneo, São Davi, e estebeleceu penitências adequadas para os casos em que fosse desrespeitada.

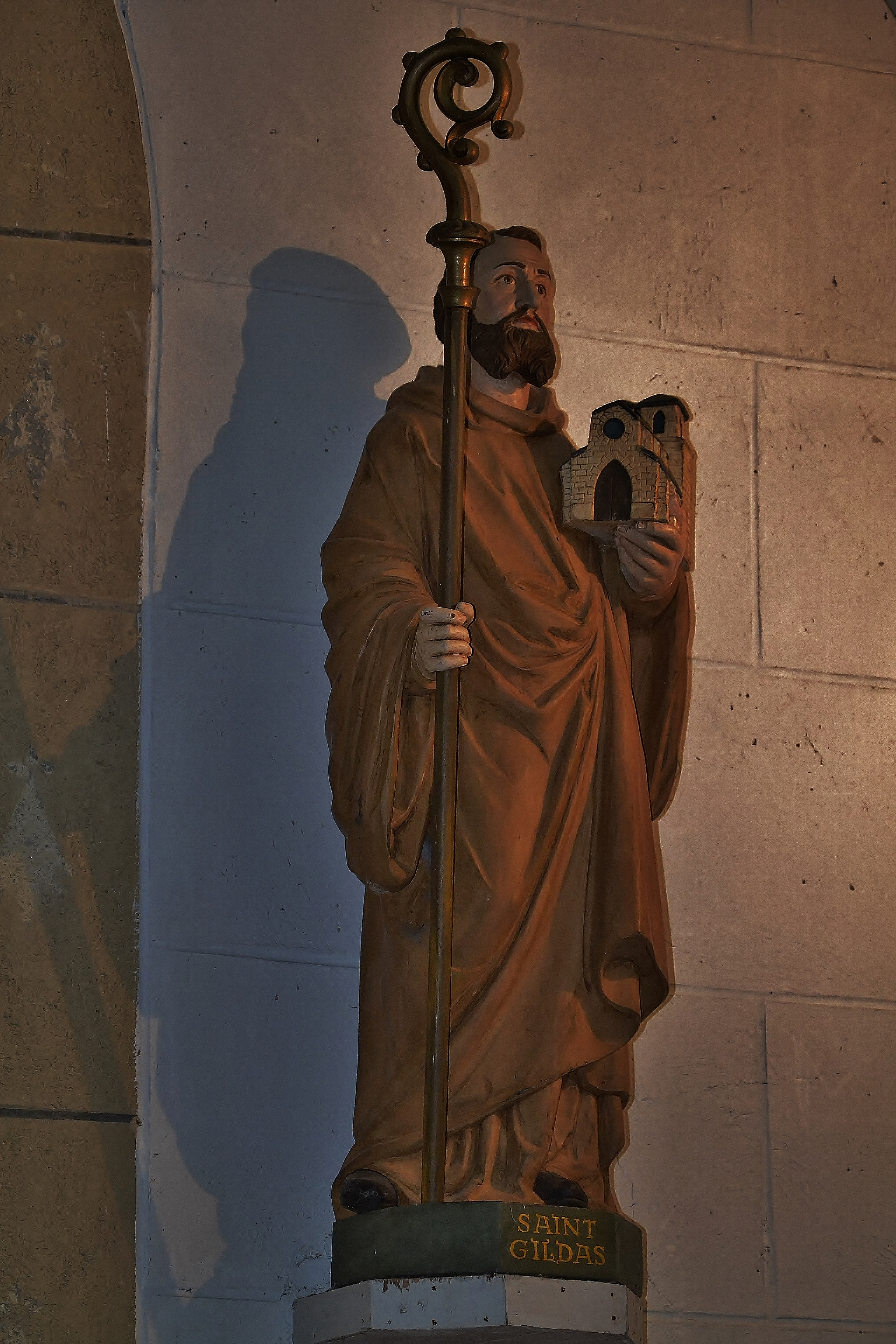
Imagem de São Gildas segurando o báculo

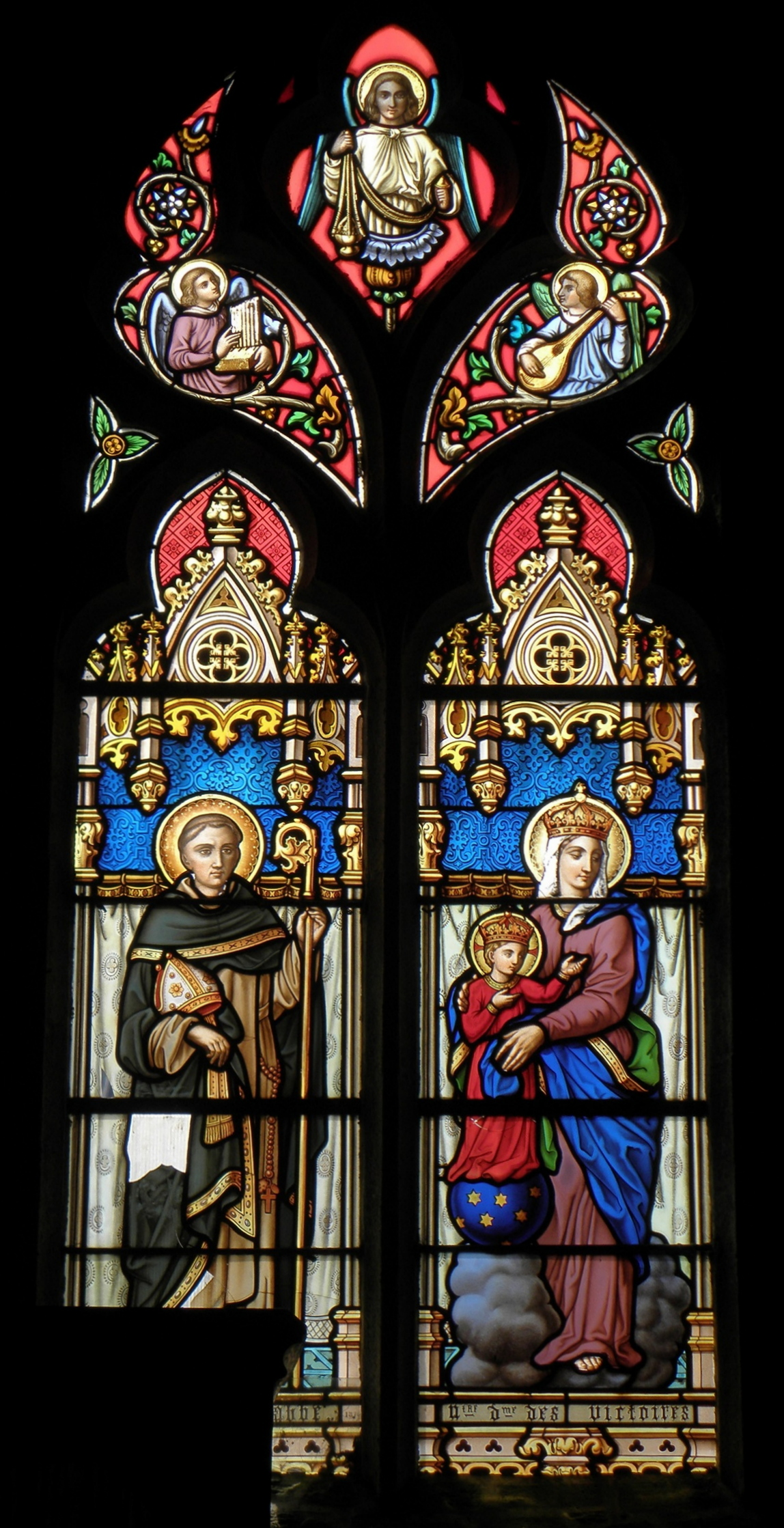
Vitral da igreja de São Gildas de Magoar

## Patrono
Junto com Santa Dimpna, é considerado padroeiro dos doentes mentais.
- Oração de São Gildas: [1]

+Em nome do Pai + do Filho + do Espírito Santo.
Ouvi, favoravelmente, Senhor, as humildes preces, que Vos dirigimos por intermédio de São Gildásio e fazei que sejamos auxiliados pelos méritos desse Santo, que Vos serviu
tão fielmente.
São Gildásio, levai perante o trono da Justiça Divina a prece que Vos dirijo, a fim de auxiliardes (N.), curando ou aliviando os seus males, para maior glória de Deus.
Assim seja.
Repete-se três vezes:
São Gildásio, que socorreis, eficazmente os que têm a infelicidade de perderem a razão, orai por (N.).
Reza-se um Credo, um Pai Nosso, uma Ave Maria e uma Salve Rainha.

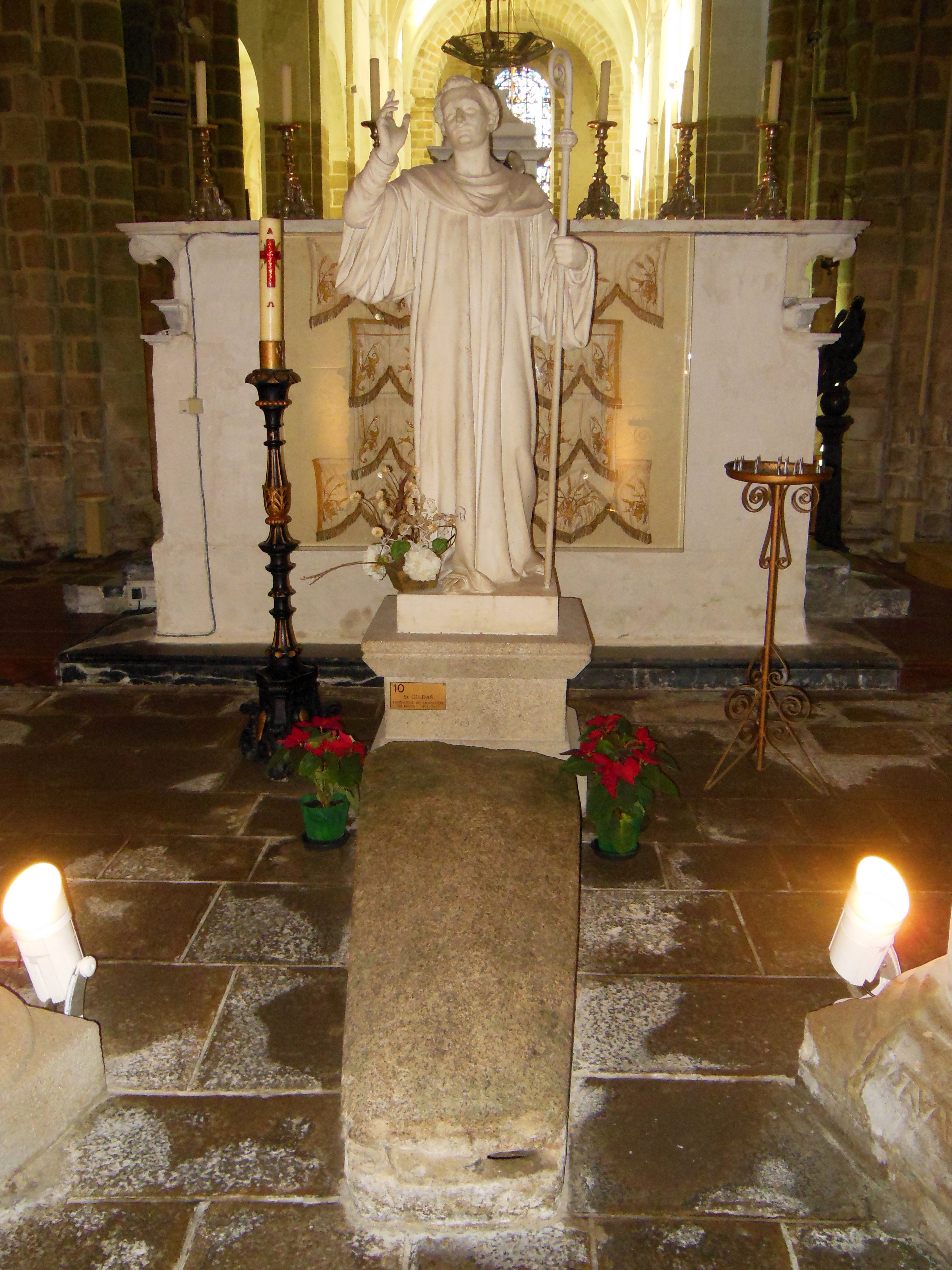
Imagem e sarcófago de São Gildas na Abadia de São Gildas de Rhuys